# 空手道拳道会
空手道拳道會（からてどうけんどうかい）は、東京都豊島区池袋を本部とする空手道団体である。

## 概要
1983年、弟子の強い後押しを受けて中村日出夫が設立した。空手道団体であるが、「空手に流派なし」という中村のモットーから流派は名乗っていない。各地に道場・クラブ等の支部を持ち、全国大会も行われている。
空手道諸流派にはない独自の形と、砂袋などの硬い物体に攻撃を打ちこんで拳などを鍛える「部位鍛錬」で知られている。公式試合は、顔面へは寸止めもしくはライトコンタクト、顔面以外へはフルコンタクトと定められており、瞬間的な掴みや引っ掛け、投げ技も認められている。
創設者である中村は、1997年に会長を高弟の石山圭に譲り、2013年に逝去するまで総師として会全体の指導にあたっていた。中村より拳道会空手道九段を認められた石山は2019年現在も会長職にある。